# Bernard Joseph McFadden
Bernard Joseph McFadden, genannt Barney (* 22. November 1946 in New York, NY, USA; † 9. März 2006 in Los Angeles, Kalifornien) war ein US-amerikanischer Schauspieler.
McFadden war ein Film- und Fernsehschauspieler. Er wirkte auch in verschiedenen Serien mit, oft als Gaststar. Unter anderen waren es Kojak (1976), Barnaby Jones (1978), The Rockford Files (1977/78), Das A-Team (1985), Simon & Simon (1985), The Colbys 1986, Hardball (1989/90), Dallas (1990), Spy Game (1997).

## Filmografie
- 1977: CHiPs
- 1978: Sergeant Matlovich Vs. the U.S. Air Force (Fernsehfilm)
- 1978: Centennial (Mini-Serie)
- 1978: The Awakening Land (Mini-Serie)
- 1979: Salem's Lot (Fernsehfilm)
- 1982: Crazed
- 1984: Santa Barbara (TV-Serie)
- 1993: Judgment Day: The John List Story
- 1994: Intersection